# Нойройтер, Гюнтер
Гюнтер Нойройтер (род. 6 августа 1955, Штайнгаден, Бавария) — немецкий дзюдоист, чемпион и призёр чемпионатов ФРГ и Европы, призёр чемпионатов мира и Олимпийских игр, победитель и призёр многих международных турниров. Выступал в полутяжёлой и тяжёлой весовых категориях (свыше 93 и до 95 кг). В 1974 году стал чемпионом ФРГ. В дальнейшем ещё восемь раз повторил этот успех, а в 1985 году, на последнем для себя чемпионате страны, стал бронзовым призёром. На чемпионатах Европы завоевал одну золотую, две серебряные и три бронзовые награды. Трижды становился бронзовым призёром чемпионатов мира.
На летних Олимпийских играх 1976 года в Монреале стал серебряным призёром в категории свыше 93 кг. Также участвовал в борьбе за медали Олимпиады в абсолютной категории, но занял седьмое место. На летних Олимпийских играх 1984 года в Лос-Анджелесе стал бронзовым призёром в категории до 95 кг.

## Выступления на чемпионатах ФРГ
- Чемпионат ФРГ по дзюдо 1974 года — ;
- Чемпионат ФРГ по дзюдо 1975 года — ;
- Чемпионат ФРГ по дзюдо 1977 года — ;
- Чемпионат ФРГ по дзюдо 1979 года — ;
- Чемпионат ФРГ по дзюдо 1980 года — ;
- Чемпионат ФРГ по дзюдо 1981 года — ;
- Чемпионат ФРГ по дзюдо 1982 года — ;
- Чемпионат ФРГ по дзюдо 1983 года — ;
- Чемпионат ФРГ по дзюдо 1984 года — ;
- Чемпионат ФРГ по дзюдо 1985 года — ;